# Martin Harrer
Martin Harrer (* 19. Mai 1992 in Voitsberg) ist ein ehemaliger österreichischer Fußballspieler auf der Position eines Mittelfeldspielers.

## Spielerkarriere

### Verein
Harrer begann seine aktive Karriere als Fußballspieler kurz nach seinem achten Geburtstag im Juni 2000 bei seinem Heimatverein, dem SV Stallhofen, im weststeirischen Stallhofen im Bezirk Voitsberg. Dort kam er bis 2002 im Nachwuchsbereich zum Einsatz, ehe er 2001 als Kooperationsspieler in die Jugendabteilung des ASK Voitsberg wechselte. Harrer, der bei den Nachwuchstrainern einen guten Eindruck hinterlassen konnte, wurde gleich nach dem ersten „Probejahr“ bei seinem neuen Verein aus Voitsberg gemeldet.
Nachdem er bereits einige Zeit im Nachwuchs des ASK Voitsberg aktiv gewesen war, wechselte Harrer im August 2004 auf Leihbasis in die Jugend des ASK Köflach, bei dem er daraufhin bis Juni 2005 blieb. Danach kehrte er wieder zu seinem Stammverein zurück und spielte für diesen bis 2006 in der jeweiligen Jugendspielklasse.
Im Juni 2006 folgte Harrers Wechsel in die Bundeshauptstadt in die Nachwuchsabteilung des FK Austria Wien. Dort war er neben seiner Profistation bei den Austria Amateuren in der U-19-Mannschaft mit Spielbetrieb in der von Toto gesponserten U-19-Jugendliga aktiv.
In der Saison 2011/12 stand Harrer im Kader der FK Austria Wien Amateure, die ihren Spielbetrieb in der Regionalliga Ost haben. Sein Profidebüt gab der Mittelfeldakteur am 14. Juli 2009, der ersten Runde der Saison, bei der 0:1-Auswärtsniederlage gegen den SC Austria Lustenau, als er in der 46. Spielminute für Miodrag Vukajlović eingewechselt wurde. Er war auch im ÖFB-Cup 2009/10 im Einsatz.
Aufsehen erregte er in der Saison 2011/12, als er in der Regionalliga Ost in 21 Spielen 15 Zore erzielte. Am 27. April 2012 beim 6:5-Erfolg gegen den 1. SC Sollenau erzielte er dabei einen lupenreinen Hattrick. In der darauffolgenden Woche durfte er am 2. Mai 2012 in der Kampfmannschaft der Wiener Austria debütieren. Bei der 0:2-Niederlage im ÖFB-Cup-Semifinale gegen die SV Ried wurde er in der 61. Minut anstelle von Roman Kienast eingewechselt.
Im Jänner 2013 wechselte er leihweise zum SV Grödig in die zweithöchste österreichische Spielklasse. Nach vier Spielen sowie einem Tor und dem Aufstieg in die höchste österreichische Spielklasse mit dem SV wechselte er im Sommer 2013 leihweise zum SCR Altach.
Im Winter 2014/15 wechselte er leihweise zum LASK. Die Oberösterreicher besitzen eine Kaufoption für den Österreicher.
Zur Saison 2015/16 kehrte er zum SCR Altach zurück.
Zur Saison 2017/18 wechselte er zum Zweitligisten FC Wacker Innsbruck, bei dem er einen bis Juni 2018 gültigen Vertrag erhielt. Mit Innsbruck stieg er zu Saisonende in die Bundesliga auf. Mit Wacker musste er 2019 wieder aus der Bundesliga absteigen, woraufhin er Innsbruck verließ.
Daraufhin wechselte er im August 2019 nach Rumänien zum FC Voluntari, bei dem er einen bis Juni 2021 laufenden Vertrag erhielt. Nach vier Einsätzen in der Liga 1 verließ er Voluntari im Dezember 2019 vorzeitig. Im Jänner 2020 kehrte er nach Österreich zurück und wechselte zum Zweitligisten Grazer AK. Nach zweieinhalb Jahren verließ er den GAK nach der Saison 2021/22. Einen neuen Verein fand er nicht mehr, nach einem halben Jahr ohne Klub beendete er im Dezember 2022 30-jährig seine Profilaufbahn.
Im Frühjahr 2023 absolvierte er eine Reihe von Spielen für den steirischen Amateurklub USV Edelschrott in der achtklassigen 1. Klasse West, gefolgt von vier Meisterschaftseinsätzen für den SV Feldbach in der sechstklassigen Unterliga Süd im August und September 2023. Danach kam er für keinen weiteren Verein mehr zum Einsatz und konzentrierte sich vermehrt auf seine Berufslaufbahn.

### Nationalmannschaft
Harrer machte mit der österreichischen U-18-Auswahl Bekanntschaft, für die er ein Spiel absolvierte. Zu diesem einen Einsatz kam er am 16. September 2009 bei einer 1:2-Niederlage in einem Freundschaftsspiel gegen die Schweizer U-18-Nationalelf. In der Partie wurde er in der 59. Spielminute für Patrick Farkas eingewechselt. Zuvor wurde er von U-18-Teamchef Hermann Stadler nur auf Abruf in den Kader für das Länderspiel berufen.

## Leben nach der aktiven Fußballkarriere
Nach dem Ende seiner aktiven Laufbahn wurde Harrer unter anderem in der Immobilienbranche aktiv und ist heute (Stand: 2024) Geschäftsführer der MH Real Invest GmbH mit Sitz in Geistthal-Södingberg, die er zusammen mit seiner Ehefrau führt. Außerdem betätigt er sich über seine eigene Firma, die Harrer Sport & More GmbH, als Spielerberater. Hier wird er unter anderem vom ehemaligen Profifußballspieler Gerald Nutz (Berater), dem einstigen Amateurspieler Dominik Prietl (Scouting) und seiner Ehefrau Marina (Marketing) unterstützt.

## Erfolge
- Young Star des Jahres 2011